# Морозов, Георгий Васильевич
Георгий Васильевич Морозов (8 февраля 1920, Оренбург, РСФСР — 20 ноября 2012, Москва, Российская Федерация) — доктор медицинских наук, профессор, академик РАМН, директор Всесоюзного НИИ общей и судебной психиатрии имени В. П. Сербского (1957—1990). Один из наиболее известных представителей практики использования психиатрии в политических целях в СССР.

## Биография
Родился в Оренбурге в семье купца. Отец — Морозов Василий Тимофеевич (1887—1956), мать — Морозова Александра Павловна (1900—1983).
В 1942 г. окончил военный факультет 2-го Московского медицинского института. Участник Великой Отечественной войны.
- 1946—1949 гг. — аспирант Института психиатрии АМН СССР.
- 1950 г. — защитил кандидатскую диссертацию под руководством своего учителя профессора В. А. Гиляровского.
- 1965 г. — защитил докторскую диссертацию, посвященную изучению ступорозных состояний при шизофрении и реактивных психозах; по словам коллег Морозова, докторская диссертация «Психогенный ступор» была написана для Морозова его коллегами[8].
- 1953—1957 гг. — заведующий отделением психиатрии Лечебно-санитарного управления ЦКБ.
- 1957—1990 гг. — директор Всесоюзного НИИ общей и судебной психиатрии имени В. П. Сербского.
- 1990—1992 гг. — почетный директор Всероссийского НИИ общей и судебной психиатрии имени В. П. Сербского.

С 1992 г. — ведущий научный консультант Государственного научного центра социальной и судебной психиатрии имени В. П. Сербского.
Был активным членом Коммунистической партии (с 1949 года). В 1988 году был избран в исполнительный комитет Моссовета. По некоторым недостаточно подтверждённым данным, являлся генералом КГБ. Согласно списку членов Академии медицинских наук от 1977 года, проживал в квартире на Кутузовском проспекте, 43, в доме для высших эшелонов партии.
Сфера научных интересов — проблемы невменяемости и недееспособности:
- разработан новый подход к экспертной оценке ряда форм психических расстройств,
- предложена собственная концепция двигательных расстройств при шизофрении и реактивных состояниях, включавшая новые методы в лечении психически больных. Изучены проблемы проницаемости гемато-энцефалического барьера при нервно-психических заболеваниях, патохимических основ критических психотических состояний,
- выявлены возможные пути защиты мозга от аутоиммунной агрессии.

В 1985 г. по его инициативе на базе института организован наркологический центр, который стал впоследствии автономным научным учреждением.
Автор около 300 научных работ, в том числе 10 монографий. Имел 23 авторских свидетельства на изобретения по вопросам диагностики, лечения, профилактики и биологической сущности психических заболеваний. Под его руководством и при научном консультировании защищено 46 докторских и 50 кандидатских диссертаций.
В 1966 г. присвоено звание профессора. В 1969 г. избран членом-корреспондентом, а в 1975 г. — действительным членом АМН СССР.
В 1975—1988 гг. — председатель правления Всесоюзного научного общества невропатологов и психиатров. Являлся почетным президентом Федерации обществ и ассоциаций психиатров и наркологов стран СНГ. В 1995 г. постановлением РАМН назначен куратором этой Федерации. Являлся членом пленума ВАК, членом редколлегии журналов «Неврология и психиатрия им. С. С. Корсакова», «Судебно-медицинская экспертиза», «Вопросы наркологии».
Умер в 2012 году. Похоронен на Пятницком кладбище.

## Критика
В период, когда Г. В. Морозов был директором Института имени Сербского, этот институт стал центральным учреждением, где проходили экспертизу советские диссиденты, которых затем направляли на принудительное «лечение» в различные психиатрические больницы СССР. Г. В. Морозов лично участвовал в экспертных комиссиях, обследовавших диссидентов, и неоднократно признавал диссидентов «психически больными». Председательствовал в наиболее важных экспертных комиссиях. В частности, комиссии, в состав которых он входил, обследовали В. К. Буковского, П. Г. Григоренко, Н. Е. Горбаневскую, Ж. А. Медведева, В. И. Файнберга, Ю. А. Шихановича, Л. И. Плюща. Западные психиатры негативно оценивали деятельность Г. В. Морозова — так, Уолтер Райх писал, что имя Морозова «тесно связано с самыми вопиющими нарушениями в области психиатрии».
Ю. С. Савенко, известный российский психиатр, президент общественной организации «Независимая психиатрическая ассоциация России», называет Г. В. Морозова «символической фигурой» эпохи, «главным исполнителем репрессий по политическим мотивам в 1960—1980-х годах, бойкотируемым международным психиатрическим сообществом».
Болгарский психиатр Иван Темков, член Исполнительного комитета Всемирной психиатрической ассоциации, описывал Г. В. Морозова как функционера советской психиатрии, деятельность которого не привела ни к какому научному прогрессу.

## Научные труды
- «Ступорозные состояния (психогенные и кататонические)»,
- «Дифференциальная диагностика простого и патологического опьянения»,
- «Основные этапы развития отечественной судебной психиатрии», премия им. С. С. Корсакова (1976),
- «Этико-психологические проблемы медицины»,
- «Морфинизм», премия В. М. Бехтерева (1984).
- «Нервные болезни»,
- «Руководство по психиатрии в 2-х томах»,
- «Судебная психиатрия. Руководство для врачей»,
- «Введение в клиническую психиатрию»,
- «Судебная психиатрия. Учебник для вузов».

## Награды и звания
- орден Октябрьской Революции (08.02.1980)[12]
- орден Отечественной войны II степени
- орден Трудового Красного Знамени (1971)
- орден Красной Звезды
- медали
- медаль имени академика М. К. Янгеля (1985)